# Рене Мартель
Рене Мартель (1893—1976) — французький історик, публіцист, журналіст, випускник Сорбонни. 

## Наукова діяльність
У своїх роботах в основному концентрувався на Центральній і Східній Європі. Висловлював прогерманські погляди і був прихильником нацистської ідеології, під час німецької окупації Франції співпрацював з окупаційною владою. У 1945 був засуджений до примусових робіт, позбавлений громадянських прав, і його ім'я замовчувалося довго після його смерті.

## Твори
- La question d'Ukraine // Le Monde Slave. Novembre-décembre 1927, pp. 337-371.
- La Pologne et nous: la légende et l’histoire chimères et réalités. Paris: Delpeuch, 1928.
- Les frontières orientales de l’Allemagne. Paris: Rivière, 1930.
  - Українське видання: Східні кордони Німеччини. Харків: Пролетар, 1931 (переклад М. Лозинського).
- (avec Elie Borschak) Vie de Mazeppa. Paris: Calman-Levy, 1931.
  - Українське видання: Іван Мазепа. Життя і пориви великого гетьмана. Львів: Червона калина, 1933 (переклад М. Рудницького).
- La France et la pologne: réalités de l’Est Européen. Paris: Riviere, 1931.
- La politique nationale des Soviets en Ukraine // Le Monde Slave. Vol. 10 (Julliet 1933), pp. 313-320.
- La Ruthénie subcarpathique. Paris: Hartmann, 1935.
- La politique slave de la Russie d'avant-guerre: Le procès ukrainien de Marmaosz-Sziget // Affaires étrangères. Vol. 6, No. 10 (1936), pp. 623-634; Vol. 7, No. 1 (1937), pp. 58-64.
- Le nom d'ukrainien en Russie subcarpathique // Le Monde Slave. Vol. 14, No. 1 (1937), pp. 247-251.
- L'Ukraine au lendemain de Poltava // Le Monde Slave. Septembre 1937, p. 436-457.
- Le problème de l'Ukraine // Politique étrangère. Vol. 3, No. 6 (Décembre 1938), pp. 551-564.